# Cher Lloyd
Cher Lloyd (ur. 28 lipca 1993 w Malvern) – angielska piosenkarka i autorka tekstów, która zyskała sukces dzięki udziale w siódmej edycji programu The X Factor. Jej pierwszy singel Swagger Jagger zadebiutował na 1. miejscu UK Singles Chart.

## Życiorys
Cher, mająca romskie korzenie (ze strony matki), mieszka w Malvern z rodzicami Darrenem i Diną oraz trójką młodszego rodzeństwa, bliźniakami: bratem Joshem, i siostrami Sophie i Rosie. Cher uczęszczała do kilku różnych szkół w Malvern, w tym Chase i Dyson Perrins CE Sports College, gdzie studiowała sztuki teatralne w 2009 roku. 18 listopada 2013 roku Cher wyszła za mąż za swojego ukochanego, Craiga Monka.

## Kariera

### 2010-2012: The X Factor orazSticks + Stones
W 2010 roku brała udział w siódmej edycji programu The X Factor, gdzie jej mentorką była Cheryl Cole. Dotarła do półfinałów, gdzie przegrała z Mattem Cardle. Po udziale w programie podpisała kontrakt z wytwórnią płytową Syco, która 7 listopada 2011 wydała jej debiutancki album pt. Sticks + Stones. Promowała go singlami Swagger Jagger (numer jeden w Wielkiej Brytanii) i With Ur Love, który nagrała z Mikiem Posnerem i z którym zajęła wysokie miejsca na listach przebojów w Irlandii i Wielkiej Brytanii, oraz jest Want U Back z gościnnym udziałem Astro. W Stanach Zjednoczonych utwór został wydany w wersji solowej i dotarł do miejsca 12. Z amerykańskiej wersji krążka Sticks + Stones wydano singel Oath, który pokrył się złotem.
W 2013 wystąpiła gościnnie w amerykańskim serialu telewizyjnym Big Time Rush w odcinku pt. "Big Time Scandal". Gościnnie wystąpiła na płycie Demi Lovato pt. Demi, w utworze Really Don't Care. 27 maja 2014 ukazała się jej druga płyta pt. Sorry I'm Late, na której umieściła 11 utworów. Album promowała teledyskami do utworów I Wish, nagranym  z raperem T.I., oraz Sirens.

## Dyskografia
- Sticks + Stones (2011)
- Sorry I'm Late (2014)